# クライスラー・ホライゾン
ホライゾン（Horizon）は、クライスラー（現・ステランティス）の欧州部門であるクライスラー・ヨーロッパが開発し、シムカ、クライスラー、タルボの各ブランドにおいて1978年から1986年まで販売されたコンパクトカーである。
イギリスではクライスラーブランド、フランスではシムカブランドとして販売されていたが、クライスラー・ヨーロッパがPSA・プジョーシトロエンに売却された1979年以降は、いずれもタルボブランドに統一された。

## 概要
クライスラーの世界戦略車としてプロジェクトC2というコードネームが与えられ、北米向けのダッジ・オムニ、プリムス・ホライゾンと並行して開発が進められた。
機構的には1975年に登場していたシムカ・1307/1308の縮小版であったが、デザインは1974年に発表されて小型大衆車のベンチマークとなっていたフォルクスワーゲン・ゴルフの強い影響を受けていた。トレッドは当時の全長4 m以下の大衆車としては異例に広く、この結果全幅は1,680 mmと、上級の1307/1308の1,676 mmよりも逆に大きくなった。これはプロジェクトC2が単にシムカ・1100およびヒルマン・アベンジャーの後継車であるのみならず、小型車開発に出遅れて苦境に立った北米部門の切り札として開発されることになった結果であった。
エンジンは1100から受け継いだ水冷直列4気筒1,118 cc/1,294 ccと、1307/1308と共通の1,442 ccを搭載する。ゴルフに代表される当時の流行を取り入れたスタイル、良好な居住性と乗り心地、そしてクライスラー初の「ワールドカー」であるという時代的な意義が評価されて、ホライゾンは1979年のヨーロッパ・カー・オブ・ザ・イヤーを、1976年の1307/1308に続いて獲得した。
生産は主にフランスのポワジー工場で行われ、1982年以降はライトン工場でも生産されるようになった。また、スペインのクライスラー・エスパーニャ社（旧バレイロス）や、フィンランドのサーブ・バルメット社でも生産された。フィンランド製には内装などにサーブの部品が流用され、ケロシンやテレピン油を燃料とする仕様も2,385台生産された。
このほか、サンビーム・ロータスの後継となるラリーカーとして、ホライゾンをベースにミッドシップ化したグループBマシンの投入が検討されていたが、2台のプロトタイプを製作した時点で計画は中止され、プジョー・205ターボ16の開発に専念することとなった。

## モデルの変遷
1978年夏に発売。イギリスではクライスラーブランド、フランスではシムカブランドで販売されていたが、クライスラー・ヨーロッパがPSA・プジョーシトロエンに売却された1979年以降はタルボブランドに統一され、フロントグリル中央のエンブレムが新しくなった。
1981年には小変更を受けて「シリーズII」に発展したが、この時点でホライゾンの競争力は目立って低下しつつあった。フォルクスワーゲン・ゴルフは2代目（ゴルフII）にモデルチェンジを済ませ、イギリス国内でもボクスホール・アストラ（オペル・カデット）やフォード・エスコートが横置き前輪駆動のハッチバックに生まれ変わっており、旧式な設計のOHVエンジンやボディの錆びが欠点として指摘されていた。また、「ホットハッチ」という新たなジャンルを構築したゴルフGTIや、それに倣ったアストラ（カデット）GSiやエスコートXR2のようなスポーツモデルも用意されず、市場での存在感も低下していた。
1984年にはプジョー製5速ギアボックスが1,100 cc以外のモデルで標準化された。同時にバンパーが黒塗りとなり、荷室容量を増やすためリアシェルフの位置が嵩上げされ、その結果リアウィンドウの天地が縮小された。上級車にはLED表示の「エコノメーター」兼用のタコメーターが装備された。また、プジョー製XUD9型1,905 ccディーゼルエンジン搭載車も追加された。これらディーゼル車は全てスペイン製であった。
1985年にも内外装の小変更を受けたが、イギリスでは同時にグレードが整理され、1,294 ccのLXと1,442 ccのGLXの2種類となった。生産中止直前には1,118 cc4速ギアボックスのLEと1,294 ccのGLEが限定車として投入された。 
ホライゾンの生産はイギリスとフランスでは1985年夏に、スペインとフィンランドでは1987年に終了した。後継はプジョー・309である。

## バリエーション
- ガソリン 1,118 cc 58 ps:「GL」「GLE」
- ガソリン 1,294 cc 67 ps:「GL」「LS」「LX」「GLX」
- ガソリン 1,442 cc 83 ps:「LS」「GLS」「SX」「SXオートマチック」
- ディーゼル 1,905 cc:「LD」「LDオートマチック」（1983年追加）

「GLS」にはカットパイルカーペットやデジタル時計が装備され、1978年当時としては装備が充実していた。「SX」は1979年に追加され、当時の欧州車では珍しかったトリップコンピュータが装備されていた。
他、フランス版独自のグレードとして1982年に1,442 cc・65 psの低燃費型「EX」が追加され、廉価版の「LS」以外の排気量が1,442 ccに統一された。1983年には1,59 2cc・90 psで最高速度170 km/hの高性能版「プレミアム」を追加。パワーステアリングが標準装備となっていた。
この他、「プルマン」「ウルトラ」「シルバーフォックス」「サマータイム・スペシャル」などの限定モデルも生産された。